# Ндере
Ндере (англ. Ndere Island, Ндве, Ndue Island) — необитаемый остров на западе Кении, в провинции Ньянза, в северой части залива Винам (Кавирондо) озера Виктория, юго-западнее порта Кисуму и острова Мабоко. Площадь 4 км².
Является местоположением национального парка Ндере-Айленд (Ndere Island National Park), который создан в 1986 году и находится в управлении Службы охраны дикой природы Кении. Остров является раем для птиц. Покрыт преимущественно высокой луговой травой рода Лудеция (Loudetia). Эта трава приобретает коричневый цвет при цветении. Трава соседствует с местными видами деревьев и кустарников, включая Dovyalis macrocalyx, Euclea divinorum и Carissa spinarum. Вдоль береговой линии — заросли папируса. Остров Ндере предлагает прекрасный живописный вид на холмы Хома (Homa Hills, 1753 м) на юге и огни столицы Кампала в Уганде за северо-западным горизонтом. На берегу озера Виктория обитает большое разнообразие животных, включая бегемотов, варанов, нильских крокодилов, несколько видов рыб, змей, особенно питонов, шумящую гадюку, трубкозуба, гадюку-носорога, бабуинов, импал, редких антилоп ситатунга, зебр и бородавочников. Здесь можно увидеть более 100 различных видов птиц, в том числе орлан-крикун, пурпурный певчий сорокопут (Laniarius erythrogaster) и сероголовая альциона. Добраться до острова можно на моторной лодке из Кисуму (45 минут).